# Park Narodowy General Juan Pablo Peñaloza
Park Narodowy General Juan Pablo Peñaloza, również Park Narodowy Páramos Batallón y La Negra (hiszp. Parque nacional General Juan Pablo Peñaloza, Parque nacional Páramos Batallón y La Negra) – park narodowy w Wenezueli położony w stanach Táchira i Mérida. Został utworzony 31 stycznia 1989 roku i zajmuje obszar 952 km². W 2005 roku został zakwalifikowany przez BirdLife International jako ostoja ptaków IBA. Na południowy zachód od niego znajduje się Park Narodowy El Tamá, a na południowy wschód Park Narodowy Tapo-Caparo.

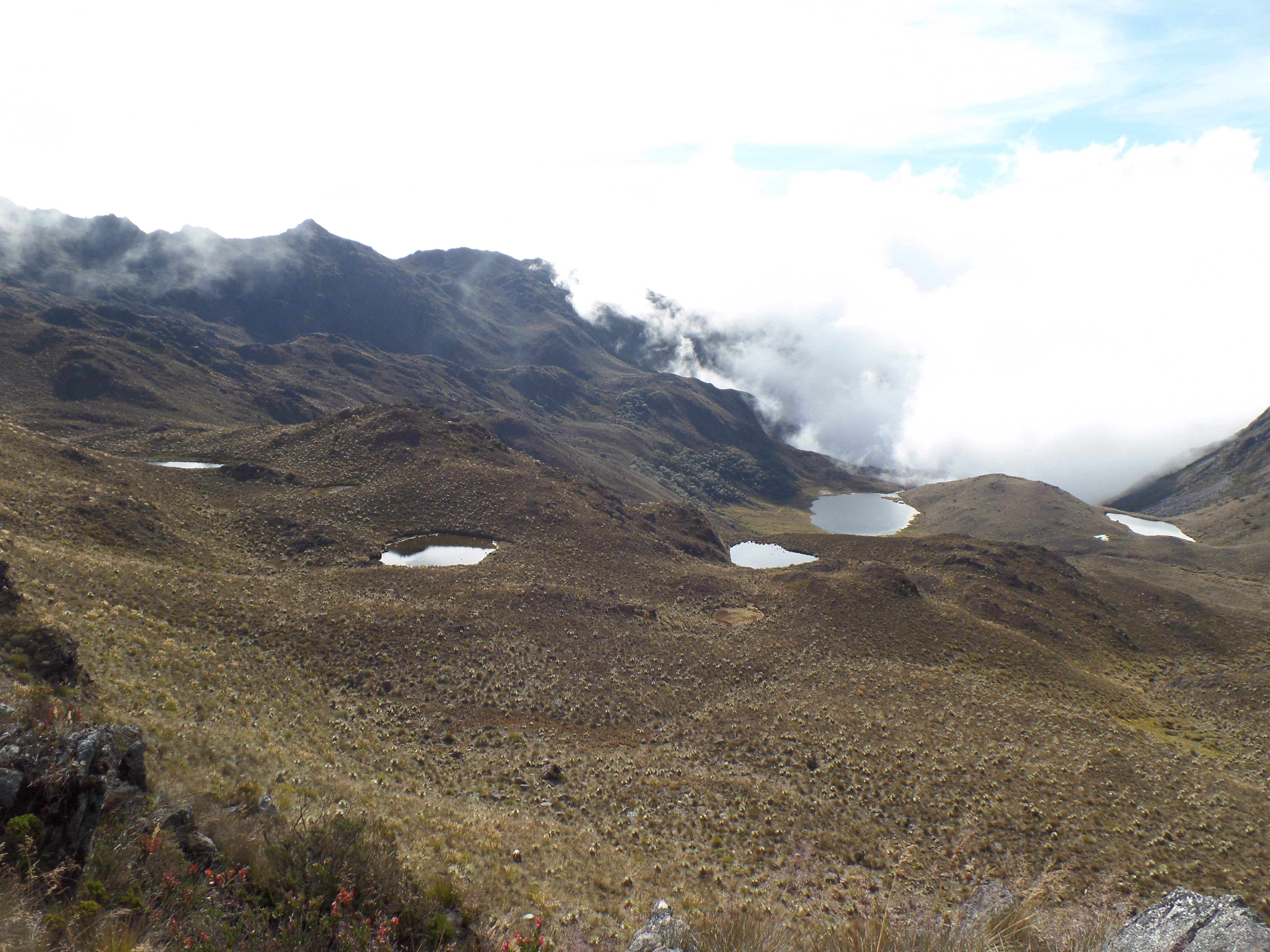
Batallón – jeden z głównych obszarów paramo

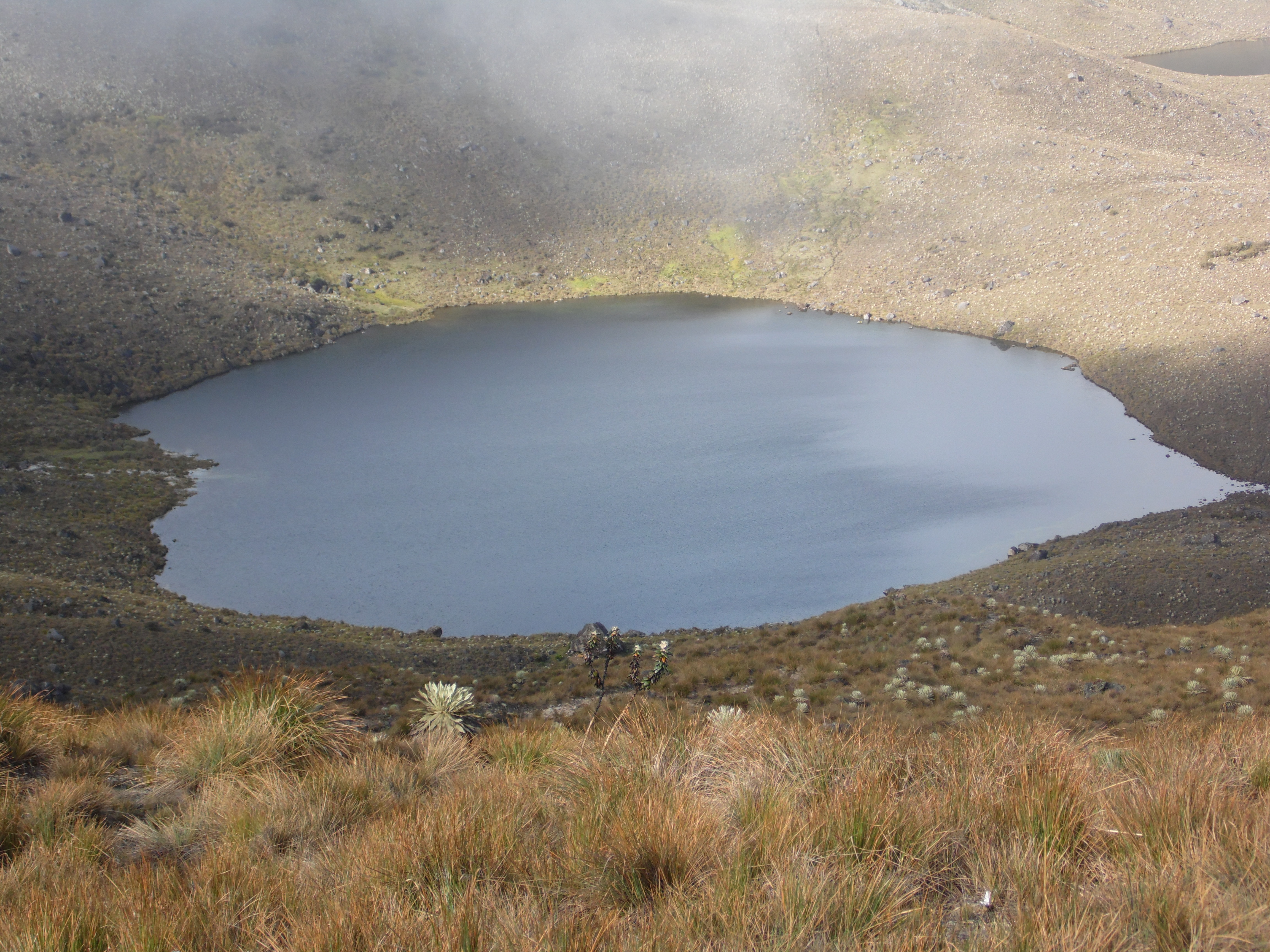
Jezioro La Piedra

## Opis
Park obejmuje kilka pasm górskich położonych w północnej części Kordyliery Wschodniej, na wysokościach od 1300 do 3912 m n.p.m. Najwyższy szczyt to El Púlpito (3912 m n.p.m.). Znajdują się tu źródła kilkunastu rzek i 117 jezior. Są wodospady takie jak np. Los Bailadores, Rincón de la Laguna, Rincón de Nieto i Guayabales. Niżej położoną część parku pokrywa tropikalny wilgotny las górski. Wyżej występuje las mglisty (od 2000 m do 3000 m n.p.m.) i paramo (powyżej 3000 m), które zajmuje 38 procent powierzchni parku. Główne obszary, gdzie występuje paramo, noszą nazwy Batallón, La Negra i El Zumbado. Stąd wzięła się jedna z nazw parku.
Średnia roczna temperatura w parku wynosi w zależności od wysokości od +10 °C do +24 °C, a średnie roczne opady od 800 mm do 2500 mm.

## Flora
W paramo dominują rośliny z gatunków: Espeletia nerifolia, Espeletia jahnii, Polylepis sericea, Weinmannia microphyilla i Diplostephium venezuelense. Występują tu takie gatunki endemiczne jak np.: Bomarea oligantha, Espeletiopsis meridensis, Espeletiopsis tachirensis, Espeletia cuatrecasasii i Espeletia leucactina.
W lasach rosną: zagrożony wyginięciem (EN) Juglans neotropica, narażony na wyginięcie (VU) Prumnopitys montana, a także m.in. Podocarpus oleifolius i Ocotea calophylla.

## Fauna
Fauna w parku nie została dokładnie zbadana. Ze ssaków żyją tu: narażone na wyginięcie (VU) tapir amerykański i andoniedźwiedź okularowy, a także m.in.: wiewiórka rudoogonowa, paka górska, ostronosek górski i koendu brazylijski.
Ptaki tu występujące to: narażone na wyginięcie (VU) czubacz hełmiasty i kusacz szary, a także m.in.: amazoneczka ognistogłowa, metalik krasnosterny, lordzik pomarańczowogardły, gołąbczak pręgosterny, mieczodziobek, hełmik zielonobrody i zbrojówka.